# (4124) Herriot
(4124) Herriot es un asteroide perteneciente al cinturón de asteroides, descubierto el 29 de septiembre de 1986 por Zdeňka Vávrová desde el Observatorio Kleť, České Budějovice, República Checa.

## Designación y nombre
Designado provisionalmente como 1986 SE. Fue nombrado Herriot en honor al escritor británico y veterinario James Herriot.